# Rodrigo López (futebolista)
Hernán Rodrigo López Mora (nascido em Montevidéu, Uruguai em 21 de janeiro de 1978) é um futebolista uruguaio, que atua no Guaraní, clube de futebol do Paraguai. Atua como Atacante.